# 大連排

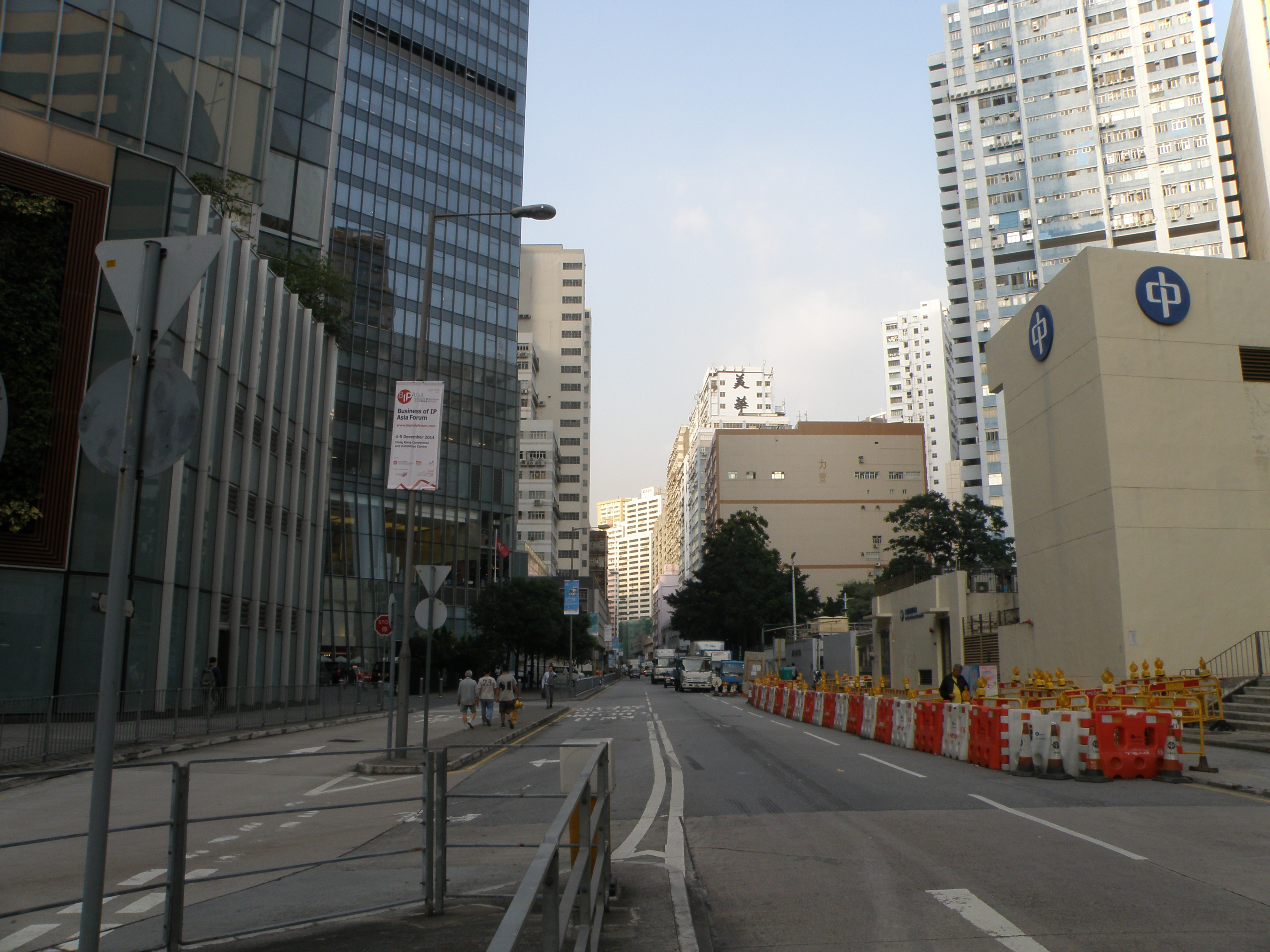
大連排道

大連排（英語：Tai Lin Pai）是香港葵涌的一個地方，地方行政屬葵青區，位於中葵涌及下葵涌北部，與葵芳及葵興被葵涌道相隔。現時該處為葵涌的其中一個工廠區，普遍稱為大連排工業區，區內工廠大廈林立。該區的主要道路為大連排道。

## 歷史
在1960年代中醉酒灣填海之前，大連排位處海邊，與下葵涌村一溪之隔，其位置是現時九龍貿易中心一帶。1960年代末，香港政府將葵涌納入荃灣新市鎮的一部份，並將大連排發展成工廠區，同時將下葵涌村重置到附近的新址。

## 主要建築
- 九龍貿易中心（KCC）
- 活＠KCC
- KC100
- 星星中心
- 樂聲工業中心
- 葵涌屈臣氏中心
- 大連排道遊樂場